# Konstantín Kudriávtsev
Konstantín Borísovich Kudriávtsev (en ruso: Константин Борисович Кудрявцев; nació 28 de abril de 1980; RSFS de Rusia) presunto oficial del FSB, químico militar del Instituto de Ciencias Forenses del FSB, ex empleado de la academia militar de protección de la NBC, presuntamente involucrado en el envenenamiento de Alekséi Navalni.
Alekséi Navalni le engatusó mediante una llamada telefónica el 14 de diciembre de 2020, haciéndose pasar por el subsecretario del Consejo de Seguridad de la Federación de Rusia, Nikolái Pátrushev. En el video, el supuesto oficial del FSB, Kudriávtsev, es reconocido como cómplice en la operación especial del FSB para eliminar los rastros del envenenamiento de Navalni.
La grabación fue criticada por varios departamentos gubernamentales y funcionarios de Rusia como "falsa", "sin evidencia".
La grabación de audio de la conversación se publicó en un video en el canal de YouTube una semana después de la fecha de grabación, el 21 de diciembre de 2020, y obtuvo (una versión abreviada) más de 24 millones de visitas al 21 de enero. La versión completa ha recopilado más de 2 millones de visitas hasta el 21 de enero.

## Biografía
Según informes de los medios, anteriormente sirvió en una unidad militar en Shijany, donde se crearon armas químicas soviéticas; ex empleado de la academia militar de protección NBC. Actualmente, presumiblemente, trabaja para el FSB en el Instituto de Ciencias Forenses. Probablemente no sea un operativo, sino un técnico que fue contratado para realizar la operación.

## Broma
La conversación real (broma) entre Navalni y Kudriávtsev tuvo lugar el 14 de diciembre de 2020, temprano en la mañana a las 07:00 hora de Moscú, antes de la publicación de la investigación principal sobre el envenenamiento de Navalni, como parte de una operación más amplia planeada por el grupo de Navalni para interactuar con otros presuntos participantes en el envenenamiento.
“Tomamos el programa más simple, como lo usan los bromistas telefónicos, para ocultar el número al que estoy llamando y sustituirlo por el número que necesitamos”, dijo Navalni. Agregó que había telefoneado a varios presuntos oficiales del FSB mencionados en la investigación, pero en la mayoría de los casos los interlocutores no continuaron la conversación. Solo Kudriávtsev respondió a las preguntas.
Según la suposición de la BBC, Kudriávtsev "se enamoró del anzuelo" y contó los detalles de la operación, ya que él mismo es, más bien, un técnico involucrado en la operación, y no un operativo; además, se desencadenó el factor sorpresa, desconocimiento de que el operativo fue desclasificado, una referencia a la autoridad de la cúpula y una llamada de un número que imitaba la centralita de los servicios especiales.
Sin embargo, pudo hablar sobre la tarea que estaba haciendo: sobre el tratamiento de los calzoncillos envenenadas de Navalni y otras ropas que le quitaron en el hospital y aseguró que estaban en buenas condiciones, limpias después de lavarse dos veces, especialmente en la zona de la bragueta de los calzoncillos, donde, aparentemente y se infligió veneno. Después de eso, la ropa fue devuelta a la policía de transporte. Kudriávtsev también confirmó que el propósito de la operación era el asesinato de Navalni, que, en su opinión, fue impedido por el aterrizaje rápido de la aeronave por parte de la tripulación y la operación de una ambulancia en Omsk directamente de acuerdo con las instrucciones. El mismo día, se lanzó un video sobre esto en el propio canal de Navalni, y la versión completa de la conversación también se publicó en el canal de Navalni LIVE.

## Crítica
El FSB calificó el video, publicado por Navalni, con la participación del presunto oficial del FSB Kudriávtsev, "falso".